# Gewoon sterrenkroos
Gewoon sterrenkroos (Callitriche platycarpa) is een vaste tot eenjarige waterplant uit de weegbreefamilie (Plantaginaceae). De plant komt van nature voor in West- en Midden-Europa. In Nederland is de plant vrij algemeen en komt voor in zowel stilstaand als stromend water. De plant wordt ook als vijverplant gebruikt. Gewoon sterrenkroos lijkt zeer veel op gevleugeld sterrenkroos (Callitriche stagnalis). Alleen de stuifmeelkorrels zijn duidelijk verschillend.
De plant wordt 5-80 cm lang en heeft bovenaan een al dan niet regelmatige bladrozet. Het blad is zeer variabel in breedte. Onderaan elliptisch tot spatelvormig. Bovenaan is het elliptisch-rond.
Gewoon sterrenkroos bloeit zittend in de bladoksels van april en mei tot de herfst, maar meestal bloeit de plant in Nederland niet. De plant heeft kleine, groenachtige bloemen. De stuifmeelkorrels zijn deels afgerond-driekantig en deels rond tot breed-elliptisch. De gele helmhokjes steken tijdens de bloei boven het water uit.
Het gewoon sterrenkroos draagt grijze of bruinachtige, 1,5 mm grote splitvrucht. De vruchten zijn even breed als hoog. De deelvruchten hebben smalle tot brede vleugels.

## Namen in andere talen
- Duits: Flachfrüchtiger Wasserstern
- Engels: Various-leaved Water-starwort
- Frans: Callitriche à fruits plats